# Hermann von Schwerin (Bischof)
Hermann von Schwerin (* 1155; † 7. Februar, frühestens 1228, spätestens 1230 in Hamburg) war 1186 Dompropst zu Hamburg, 1191–1195 Gegenbischof im Bistum Schwerin und danach wieder Dompropst zu Hamburg.

## Leben
Graf Hermann war der älteste Sohn von Gunzelin I. und war seit 1185 urkundlich schon als Dompropst von Hamburg bekannt. Nach dem Tod von Bischof Berno 1191 wählte ein Teil des Domkapitels den Sohn Hermann des ersten Schweriner Siedlungsgrafen, des Edlen Gunzelin I. von Hagen, zum neuen Bischof. Als Kandidat der Deutschen hatte er die Wahl wohl dem Einfluss seiner Familie zu verdanken. Das Domkapitel kannte sich damals offenbar auch nicht sehr gut mit dem Kirchenrecht bei Bischofswahlen aus. Am 24. Oktober 1191 erhielt er zwar vom Papst Coelestin III. eine Bestätigungsurkunde, doch sie betraf nur die Ämter des Dekans, des Propstes und der Neuaufnahme von Kanonikern. Von einer Bischofswahl war keine Rede.
Zu einer Bestätigung des Elekten kam es nicht. In Urkunden des Erzbischofs Hartwig II. von Bremen, der auch für das Suffraganbistum Schwerin zuständig war, erschien am 3. Juli 1194 Propst Hermann als solcher unter Hinzufügung seines Titels Zwerinensis electus, oder unter Weglassung des prepositus, wie am 13. August 1194.
Von einer päpstlichen Bestätigung konnte erst recht keine Rede sein. Der Papst Coelestin III. setzte beim Streit des Schweriner Domkapitels mit den Wenden wegen der Wahl des Gegenbischofs Hermann ein Schiedsgericht ein, dass am 18. August 1185 in Boizenburg tagte. Unter Vorsitz des Prämonstratensers Bischof Isfried von Ratzeburg nahmen der Abt Arnold zu St. Johann in Lübeck und der Lübecker Domherr Hermann teil.
Die wichtigsten Entscheidungen waren:
Die Privilegien der Schweriner Kirche sollen vom Bischof nicht angetastet werden, die freie Wahl des Bischofs, Dekans und Domherrn sollen bleiben und der Bischof darf keine Stiftsgüter veräußern. Sollte ein Krieg unter den Deutschen und Wenden entstehen, erhalten der Bischof und die Domherren Schutz vor den Wenden.
Graf Hermann fügte sich dem Urteil, verzichtete auf die bischöfliche Würde und führte seinen Titel Electus nun nicht mehr. Als ehemaliger Gegenspieler Bischof Brunward erscheint er am 31. März 1222, in der die Verehrung des Heiligen Blutes zu Schwerin geregelt wurde, als Zeuge einer bemerkenswerten Urkunde. Nach dem Bischof selbst folgt auf der Urkunde der Name des Abt Mattheus von Doberan und dann bereits Hermann als Propst von Hamburg und als letzter der auswärtigen Kleriker Friedrich, Kanonikus von Hildesheim. Kanonikus Friedrich als Graf von Schwerin, war der Bruder des früheren Elekten Hermann, der dann selbst als Brunwards Nachfolger Bischof von Schwerin werden sollte.
Graf Hermann starb am 7. Februar wohl 1230 und wurde im Alten Kloster Buxtehude beigesetzt. Der Hildesheimer Dompropst Friedrich und Graf Gunzelin von Schwerin stifteten für ihn und den Grafen Heinrich unter Überlassung bestimmter Güter eine Memorie an das Kloster zu Buxtehude.